# Deux (filme)
Deux (bra: Nós Duas) é um filme de drama francês de 2019 dirigido por Filippo Meneghetti e estrelado por 	Barbara Sukowa e Martine Chevallier.
Foi escolhido como o representante francês ao Oscar de melhor filme internacional no Oscar 2021, mas não foi selecionado.

## Elenco
- Barbara Sukowa como Nina Dorn
- Martine Chevallier como Madeleine Girard
- Léa Drucker como  Anne
- Jérôme Varanfrain como Frédéric
- Muriel Bénazéraf como Muriel
- Augustin Reynes como Théo

## Recepção
O Rotten Tomatoes dá ao filme um índice de aprovação de 97% com base em 74 críticas, com uma classificação média de 7,8/10. O consenso dos críticos do site diz: "Uma notável estreia para o diretor e co-roteirista Filippo Meneghetti, Deux conta uma história de amor enganosamente complexa enquanto apresenta uma rica vitrine de atuação para seus três protagonistas". De acordo com o Metacritic, que teve 19 avaliações e calculou uma pontuação média ponderada de 82 em 100, o filme recebeu "aclamação universal".